# Cameron Kennedy
Cameron Kennedy (* 6. Oktober 1993) ist ein kanadischer Schauspieler.

## Leben
In der Fernsehserie Mein Babysitter ist ein Vampir spielt Kennedy seit 2011 die Rolle des Rory. Diese Rolle hatte er bereits in dem der Serie zugrundeliegenden gleichnamigen Film. 

## Filmografie
- 2008: Toronto Stories
- 2008: Teen Buzz (Fernsehserie, 1 Folge)
- 2010: Mein Babysitter ist ein Vampir – Der Film (My Babysitter's a Vampire)
- 2011: Jesus Henry Christ
- seit 2011: Mein Babysitter ist ein Vampir (My Babysitter’s a Vampire) (Fernsehserie)
- 2013: Allein unter Jungs (Fernsehserie, 1 Folge: 2x7)